# محمد ربيع (روائي)

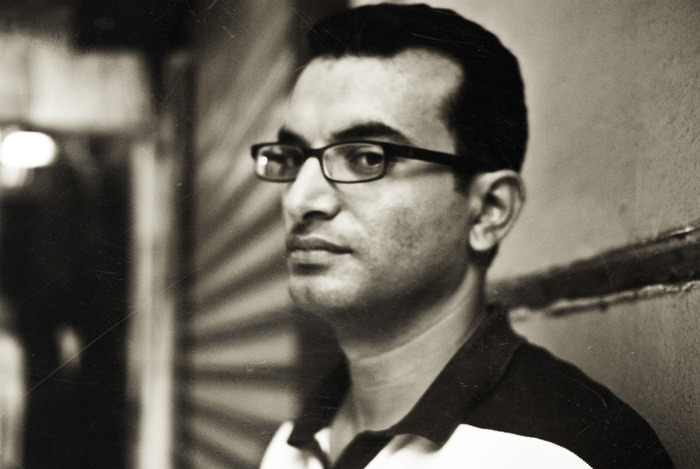

محمد ربيع هو روائي مصري من مواليد القاهرة عام 1978، تخرج في كلية الهندسة عام 2002. صدرت له رواية «كوكب عنبر» عام 2010 ، وحصلت على جائزة ساويرس الثقافية، وجائزة أفضل رواية لشباب الكتاب عام 2011. صدرت له رواية بعنوان «عام التنين» عام 2012، كما صدرت له رواية «عطارد» عام 2014 التي اختيرت ضمن القائمة القصيرة الخاصة بالجائزة العالمية للرواية العربية لعام 2016.